# Ekstraliga baseballowa (2020)
Ekstraliga baseballowa 2020 – 36. edycja ekstraligi baseballowej, organizowana przez Polski Związek Baseballu i Softballu. Triumfatorem rozgrywek został Barons Wrocław.
Z powodu rozpowszechniającego wówczas na świecie COVID-19 opóźniono start rozgrywek, zmieniono formę, polegającą na zakończeniu rozgrywek po rundzie zasadniczej.

## Runda zasadnicza
| Lp. | Drużyna           | Mecze | Mecze | Mecze | Punkty | Punkty | Punkty |
| Lp. | Drużyna           | M     | W     | P     | +      | –      | +/–    |
| --- | ----------------- | ----- | ----- | ----- | ------ | ------ | ------ |
|     | Barons Wrocław    | 20    | 16    | 4     | 137    | 43     | +94    |
|     | Stal Kutno        | 20    | 14    | 6     | 166    | 49     | +117   |
|     | Centaury Warszawa | 18    | 9     | 9     | 63     | 91     | -28    |
| 4.  | Silesia Rybnik    | 18    | 9     | 9     | 70     | 58     | +12    |
| 5.  | Dęby Osielsko     | 20    | 5     | 15    | 48     | 103    | -55    |
| 6.  | Gepardy Żory      | 20    | 5     | 15    | 51     | 135    | -84    |

### Wyniki
| Gospodarz/Gość    | WRO  | KUT  | WAR   | RYB  | OSI   | ŻOR  |
| ----------------- | ---- | ---- | ----- | ---- | ----- | ---- |
| Barons Wrocław    | —    | 2:5  | 13:0  | 1:0  | 8:0   | 7:0  |
| Barons Wrocław    | —    | 1:0  | 13:10 | 7:0  | 10:0  | 8:0  |
| Stal Kutno        | 1:7  | —    | 4:1   | 5:3  | 12:0  | 11:0 |
| Stal Kutno        | 1:5  | —    | 0:2   | 1:2  | 10:0  | 11:2 |
| Centaury Warszawa | 7:8  | 7:3  | —     | 3:2  | 2:4   | 2:4  |
| Centaury Warszawa | 9:1  | 2:10 | —     | 5:3  | 5:4   | 1:8  |
| Silesia Rybnik    | 1:2  | 1:2  | —     | —    | 3:2   | 3:0  |
| Silesia Rybnik    | 5:16 | 1:8  | —     | —    | 11:9  | 8:7  |
| Dęby Osielsko     | 3:9  | 0:12 | 6:0   | 0:15 | —     | 7:4  |
| Dęby Osielsko     | 3:13 | 4:10 | 2:4   | 1:4  | —     | 5:1  |
| Gepardy Żory      | 8:4  | 4:26 | 2:1   | 0:3  | 5:4   | —    |
| Gepardy Żory      | 6:11 | 4:30 | 14:0  | 6:10 | 10:11 | —    |

Źródła:
| Mistrz Polski 2020 Zwycięzcy |
| ---------------------------- |
| Barons Wrocław 1. Tytuł      |